# 論 (仏教)
論（ろん）は、仏教の教説を解説した書物の総称。論書とも。本来はアビダルマの漢訳語であり、三蔵を構成する、律（ヴィヤナ）、経（スートラ）、論（アビダルマ）の一つをなす。
漢訳圏の大乗仏教ではアビダルマだけでなく、教学の綱要書や、スートラあるいはアビダルマへの注釈の形を取った思想書などをまとめて論書として扱う。

## 概要
「論」という表現は、狭義にはアビダルマを指す語だが、
漢語仏教圏では、ウパデーシャ（Upadeśa）、シャーストラ（Śāstra）等をも包括する。

## 歴史

### 部派仏教とアビダルマ
部派仏教の時代になると、各部派ごとにそれぞれの解釈に基づいて多くの教理書（アビダルマ）が書かれた。説一切有部や上座部仏教（南伝仏教）は、七つの根本論書を伝承するが、両者に共通するものは一つもない。したがって、論蔵自体は部派仏教が成立して以降にまとめられたものであることがわかる。
説一切有部では、まず『六足論』『発智論』の七論が書かれた。上座部仏教（南伝仏教）では、パーリ仏典論蔵に納められている七論である。上座部では、経・律・論に対する注釈として、アッタカター（巴: Ațțha-kathā, 注釈書）、ティーカー（巴: Țīkā, 複注釈書）も編纂されたが、純粋に論とされるのはアビダンマ七論のみで、これらの注釈文献は経・律・論の中には含まれない。

### アビダルマの注釈書
説一切有部では、『発智論』に対する注釈として、『婆沙論』が書かれた。更に後には、世親によって説一切有部の教理を経量部などの立場とともに批判的に要略した『倶舎論』が、そしてこれに対する説一切有部からの再批判として衆賢による『順正理論』が著された。上座部では、ティーカー（複注釈書）として綱要書『アビダンマッタサンガハ』が作られるなどした。

### 大乗仏教における論
大乗仏教においては、般若経など独自の大乗仏教経典が作られて「経」の概念が拡大していく一方、
- ナーガールジュナ・中観派の『中論』『百論』『大智度論』『十住毘婆沙論』等
- 瑜伽行唯識派の『瑜伽師地論』『摂大乗論』『成唯識論』等

に象徴されるように、「論」自体の形式・内容も、大幅に拡大していくことになった。
伝播先である中国・日本・チベットなどにおいても、当地の学者・僧によって、様々に「論」は作られ続け、各宗派ごとに奉じられている。